# 13 Club
13 Club (サーティーンクラブ?, Sātīn kurabu) è un manga seinen di Tatsuya Shihira. Pubblicato in patria da Shūeisha sulla rivista Ultra Jump Egg tra il 2008 e il 2009, è stato importato in Italia da Flashbook nel 2013. I due volumi che compongono l'opera raccolgono più storie autonome, legate dalla presenza costante dei due misteriosi Kudan e Kasuka, filo conduttore delle vicende torbide e soprannaturali che animano il manga.

## Trama
Kudan è un misterioso giovane uomo che gestisce il sito 13 Club, luogo virtuale in cui gli utenti possono scambiarsi racconti a metà strada fra il soprannaturale e l'orrore. Interessato a suo dire agli umani e ai loro desideri più passionali, lo stesso amministratore del sito viaggia frequentemente per raccogliere le storie direttamente dalla bocca di chi le ha vissute, a volte giocando lui stesso da attore e malcelato burattinaio nelle vicende. Lo affianca la giovane studentessa liceale, almeno nell'aspetto, Kasuka.

## Personaggi
Kudan
Amministratore principale del 13 club, raccoglie le storie da trasmettere in rete contattando i protagonisti delle vicende e, se deceduti negli avvenimenti, cura freddamente lui stesso i testi da pubblicare online.
Dal passato misterioso, Kudan afferma di essere mosso nel suo lavoro da un vero amore per gli umani e i loro desideri; gli occhi rossi e il suo accenno ad alcuni “poteri” nelle vicende in cui è coinvolto alludono probabilmente ad una sua natura soprannaturale e non umana.
Kasuka
Occhi rossi ed un aspetto da liceale qualunque contraddistinguono Kasuka. Socia di Kudan, indaga ed interviene su richiesta di questi. Il colore anormale degli occhi e la sua affinità con oggetti “stregati” alludono forse ad una natura non umana.